# Vinzenz Flatz
Vinzenz Flatz (Vaduz, 5 luglio 1994) è un calciatore liechtensteinese, centrocampista del Berna.

## Carriera

### Nazionale
Ha collezionato 3 presenze con la propria nazionale.